# Ninjato

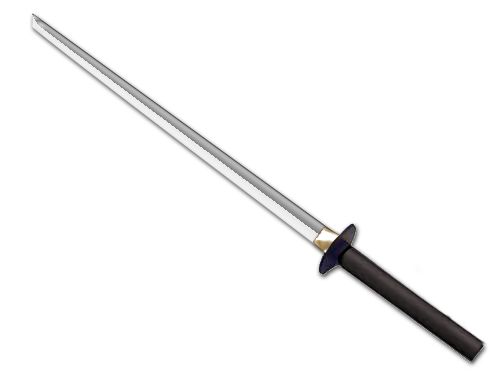
En rak så kallad "ninjato"

Ninjatô (忍者刀), Ninja Ken eller Shinobi-gatana kallas det svärd som påstås ska ha burits av japanska ninja.

## Utförande
Svärdet ska ha haft en eller flera av följande karakteristika:
- Svärdet ska ha varit något kortare än ett samurajsvärd för att vara effektivare vid överraskning och i trånga utrymmen.

- Svärdet ska ha varit rakt eftersom det varit för dyrt för ninjor att använda böjda svärd.

- Svärdets skida ska ha varit längre än svärdet för att ge sken av att svärdet var längre.

- Svärdets skida ska ha kunnat användas som blåsrör.

- Svärdets skida ska ha kunna användas som snorkel när ninjan befann sig under vatten.

- Svärdet ska ha haft en kraftig och stor parer-platta för att kunna användas som verktyg vid klättring och dylikt.

- Ett svärd med detta namn ska ha brukats inom fäktskolan Togakure-ryu.

## Kritik
- Japanska svärd förekommer i alla längder upp till fem fot även om runt 60 cm är det normala för en katana. Ett längre svärd som brutits av kan även göras om till ett kortare så korta svärd är inte alls ovanliga i Japan.[1] En samuraj bar även normalt ett längre och ett kortare svärd i par (se daisho). Samurajen Miyamoto Musashi beskriver i sin bok Go Rin No Sho hur vissa [dåliga] svärdsskolor förlitar sig på kortare eller längre vapen.[2] Man uppskattar att det funnits tusentals olika fäktskolor med olika vapenpreferenser i Japan och att dessa har förändrats under århundraden.[3] Att utan vidare definition säga att alla ninjor generellt använde sig av kortare svärd än andra är ett påstående utan vetenskaplig grund. Att ett kortare svärd går fortare att dra och är bättre i trängda utrymmen är det ingen tvekan om och det kan ha varit en av anledningarna varför samurajer bar ett extra kortare svärd. För att med säkerhet få en fördel av ett kortare vapen måste angriparen välja ett trångt utrymme, men i det läget kan ju försvararen (en samuraj med två svärd) välja att dra sitt kortare vapen och "övertaget" blir ett status quo.

- Påståendet att ninjor skulle ha valt raka svärd av tvång är märkligt. Böjda svärd fanns det gott om i Japan, det var bara att ta från slagfältet eller från ett offer. Om det skulle ha haft med ett frivilligt val att göra är också märkligt eftersom ett böjt vapen är lättare att dra snabbt och har en bättre skärande förmåga.[4] Raka svärd övergavs helt när man väl lärt sig smida böjda i Japan. Fynd av raka svärd liknande ninjato har inte gjorts och ett rakt svärd skulle dra till sig mycket uppmärksamhet i feodaltidens Japan. Det senare gör det knappast till ett lämpligt ninja-vapen.

- Att låtsas ha ett längre svärd och dra ett kortare kan ju gissningsvis rubba motståndaren i vissa lägen. Japanska krigare utvecklade ständigt tekniker för att få övertag i en duell och detta trick kan ju möjligen ha förekommit. Det borde dock ha varit en ganska meningslös taktik för en ninja som förlitar sig på att inte synas. Om ingen ser ditt "långa" svärd faller hela idén.

- Påståendet att ninjatons skida var rak för att kunna användas som blåsrör är mycket märkligt. Detta påstående faller först på raka svärd (se ovan) och sedan på omöjligheten att kunna blåsa en projektil effektivt genom en svärdsskida. Ett japanskt blåsrör fukiya har en längd på över en meter och en inre omkrets på runt 40 mm. En japansk svärdsskida har ung halva längden och dubbla omkretsen och detta försämrar trycket avsevärt. Till detta tillkommer svårigheten med en passande projektilform.

- Att använda en svärdsskida som snorkel är tveksamt och man kan inte använda den utan att först dra ut svärdet. Att tillverka en enkel snorkel av ett bamburör borde ha varit ett bättre alternativ.

- Att ha en stor parerplatta att klättra på kan ju vara bra i vissa lägen och dåligt i andra. Att inga stora parerplattor på japanska svärd återfinns idag tyder på att det senare överväger. Vidare är det ett bra sätt att dra till sig uppmärksamhet.

- Enligt Bugei Ryuha Daijiten, som är standardverket inom japansk bujutsu, är texterna från Togakure-ryu [där ninjato är ett begrepp] författade i modern tid och därför inte pålitliga som historiska urkunder.[5]

## Slutsats
Kritiken ovan samt faktumet att "ninjato" inte förekommer som japanskt ord i japanska uppslagsverk eller äldre texter tyder på att hela historien om speciella ninja-svärd är ett falsarium. Förekomsten av ninjor som vi är vana vid från fiktion med speciella vapen och dylikt har heller inget vetenskapligt stöd. Om vi ändå antar att ninjor var ett känt begrepp med allt vad det innebar så skulle det vara kontraproduktivt att förse sig med vapen som röjer användaren som ninja. Vi kan med andra ord dra slutsatsen att ninjaton bara är en modern myt.